# Alfredo Campo
Alfredo José Campo Vintimilla (* 2. März 1993 in Cuenca) ist ein ecuadorianischer Radrennfahrer, der im BMX-Rennsport aktiv ist.

## Sportlicher Werdegang
Campo begann schon in früher Kindheit mit dem BMX-Fahren. Als Junior stand er 2010 im Finale der Panamerika-Meisterschaften, und 2011 wurde er Junioren-Weltmeister.
In der Elite zeichnete er sich regelmäßig bei Wettkämpfen auf dem amerikanischen Kontinent aus, mit Siegen oder Medaillengewinnen bei den Panamerikanischen Spielen 2015 und 2019, den Südamerikaspielen 2018 oder den Bolivarischen Spielen 2013 und 2017; bei letzteren trat er auch im Bahnradsport an. Neben anderen Sponsoren wurde er durch ein Stipendium der Universidad San Francisco de Quito unterstützt.
Campo vertrat sein Land im olympischen BMX-Rennen 2016, 2021 und 2024. 2016 fanden seine Hoffnungen durch Sturz und Verletzung im ersten Viertelfinallauf ein frühes Ende. 2021 kam er bis ins Finale, wo er den fünften Platz belegte, 2024 schied er im Halbfinale aus. Im BMX-Supercross-Weltcup stand er 2014 in Berlin erstmals im Finale eines Rennens. Sein bestes Jahr war 2019, als er bei vier von zehn Rennen den zweiten Platz belegte und auch in der Gesamtwertung Zweiter wurde. Seine besten Platzierungen bei den Weltmeisterschaften waren die fünften Plätze 2015 und 2024; dies waren zugleich seine einzigen Finalteilnahmen.

## Erfolge
2011
 Weltmeister (Junioren)
2013
 Bolivarische Spiele
 Bolivarische Spiele (Zeitfahren)
2015
 Panamerikanische Spiele
2017
 Bolivarische Spiele
 Bolivarische Spiele (Zeitfahren)
2018
 Südamerikaspiele
2019
 Panamerikanische Spiele